# Белый Колодезь (Вейделевский район)
Белый Колодезь — село в Вейделевском районе Белгородской области России, административный центр Белоколодезского сельского поселения.

## География
Село расположено в юго-восточной части Белгородской области, на левом берегу малой реки под названием Луговая на месте её слияния с рекой Лозовой (бассейна Айдара), близ границы с Украиной, в 14,5 км по прямой к юго-востоку от районного центра, посёлка Вейделевки.

## История

### Происхождение названия
Название населённый пункт получил от большого родника («колодезя», т.е. колодца).

### Исторический очерк
Село Белый Колодезь упоминается в документах 1746 года. Исследователь великорусских говоров Германов относит население Белого Колодезя к этнографическому типу цуканов. Предки цуканов — однодворцы, «лапотные дворяне» — так называли однодворцев на Руси. Считается, что местные жители переселились из Кромского уезда Орловской губернии. Туда они, в свою очередь, раньше переселились из юго-западных уездов Московской губернии: Верейского, Коломенского и Бронницкого. 
В 1764 году крестьяне слободы Белый Колодезь из монастырских крепостных сделались дворовыми, а после были переименованы в удельные. Они находились в ведении удельного ведомства, т.е. их помещиком была царская семья. В 1859 году крестьяне слободы Белый Колодезь получили личную свободу. 
В 1806 году Орловской уездной экспедицией в селе было открыто начальное приходское училище, которое, однако, было закрыто через 10 лет. Вновь школа появилась в селе в  В 1914 – 1915 годах в Белом Колодезе по решению Валуйского земства построены 2 школы в разных концах села. 
В начале XX века в селе было 3 маслобойных завода, около 30 ветреных мельниц и парусянок, 3 пасеки с 385 ульями, 14 лавок, 2 постоялых двора, церковь, волостное управление. В Белом Колодезе имелись бублешницы, где выпекались хлеба, калачи, бублики, которые продавались или выменивались за яйца у церковных ворот в праздничные, престольные или ярмарочные дни. 
С конца весны по ноябрь 1918 года по Брестскому договору село Белый Колодезь было передано большевиками под управление немцев и петлюровцев. Существуют свидетельства о массовых грабежах и расправах над местным населением. Летом 1919 года Белый Колодезь контролировался деникинскими войсками. В начале декабря 1919 года село заняли конники армии С. М. Будённого. 
В первые послереволюционные годы в слободе проводил работу продовольственный отряд «Маруси» — Мальвины Васильевны Морозовой. Они реквизировали излишки хлеба, продовольствия у крестьян. В слободе случались восстания против продразверстки. Некоторые жители Белого Колодезя входили в контрреволюционный отряд Манченко (атаман, дезертировавший из рядов Красной армии, его помощник Кубрак — сын кулака). Отряд насчитывал около 150 человек. Особой жестокостью отличались белоколожане Яков Степанов и Тимушка Орлов. 
22 марта 1921 года отряд налетел на слободу, были убиты 14 человек, среди них и командир продотряда Мальвина Васильевна Морозова. Вскоре в Белый Колодезь прибыл особый уездный отряд ЧК по борьбе с бандитизмом во главе с Яковом Глебовичем Санько. В ночь с 7 на 8 апреля отряд Манченко и Волохова из соседнего уезда произвел налёт на Белый Колодезь. Погибли 17 человек, в том числе и Я.Г. Санько. 
В октябре 1921 года отряд был ликвидирован Иваном Яковлевичем Бузуновым — командиром Валуйского партизанского отряда. Атаман Манченко был взят живым и сдан органам ГубЧК, а его помощники убиты в бою. 
В 1929 году в селе был создан колхоз «АМО», он объединил все крестьянские хозяйства (бедняцкие и середняцкие) села Белый Колодезь и хуторов Белоколодезского сельского совета. В 1932 году были основаны колхозы: «Борьба», «Страна Советов», им. Буденного, им. Дмитрова, «Общий труд». В 1932 году в Белом Колодезе проживало 6227 жителей. 
В 1933 году многие жители села погибли от голода. 
В годы Великой Отечественной войны из Белого Колодезя на фронт ушло 796 человек, из них не вернулось с войны 399 человек. 
6 ноября 1987 года был открыт музей села Белый Колодезь, сооружённый на общественных началах, без материальных затрат. Музейный комплекс села Белый Колодезь включал в себя здание музея, зоопарк, ветряную мельницу, крестьянский двор, памятники Родине-Матери, Воину-освободителю с мемориальными плитами, на которых высечены имена воинов села Белый Колодезь, не вернувшихся с фронтов Великой Отечественной войны, танк на постаменте, памятник В.И. Ленину, мемориальную доску Я.Г. Санько, бюст генерала Н.Ф. Ватутина.

## Население
В 1901 году в слободе проживал 4901 житель, из них мужчин — 2355, женщин — 2546.
| 1859 | 1897  | 2002  | 2010  |
| ---- | ----- | ----- | ----- |
| 3174 | ↗4901 | ↘1649 | ↘1465 |